# Heinrich Meibom den yngre
Heinrich Meibom, född 29 juni 1638 i Lübeck, död 26 mars 1700 i Helmstedt, var en tysk läkare; sonson till Heinrich Meibom den äldre.
Meibom blev 1664 professor i medicin, 1678 därjämte i historia och skaldekonst vid Helmstedts universitet. Han vann ett namn inom anatomin genom upptäckten (1666) av de efter honom benämnda Meibomska körtlarna (glandulæ meibomianæ), flera små, fettavsöndrande körtlar, ordnade i ett lager i ögonlockens fasta skivor ("ögonbrosken", larsi). De utmynnar på ögonlockskanterna i en rad små öppningar. 
Meibom utförde även undersökningar om bland annat tungans foramen coecum och om venernas valvler. Han utgav farfaderns samt sina egna avhandlingar och samlingar av källskrifter (Scriptores rerum germanicarum, tre band, 1688).